# Neue Vahr Süd (Film)
Neue Vahr Süd ist ein deutscher Fernsehfilm aus dem Jahr 2010 nach dem gleichnamigen Roman von Sven Regener. Das Drehbuch schrieb Christian Zübert, Regener war hieran nicht beteiligt. Hermine Huntgeburth führte Regie bei der Produktion für die ARD. Die Hauptrolle übernahm Frederick Lau, der zuvor im Jahr 2008 bereits in der Literaturverfilmung Die Welle zu sehen war. Der Film Neue Vahr Süd ist ein Prequel der 2003 als Kinofilm erschienenen Literaturverfilmung Herr Lehmann. Er trägt den Namen des Bremer Stadtviertels Neue Vahr, obwohl er überwiegend im Viertel spielt.

## Handlung
Der 20-jährige Frank Lehmann hat eine Lehre als Speditionskaufmann gemacht und lebt bei seinen Eltern im Bremer Stadtteil Neue Vahr Süd. Von seinen Freunden wird er mit dem Namen „Franky“ angesprochen und für einen Hippie gehalten.
Umso überraschender ist es für alle, dass er 1980 von der Bundeswehr zur Ableistung seines Grundwehrdienstes in die Niedersachsen-Kaserne eingezogen wird, denn er hat vergessen, einen Antrag auf Kriegsdienstverweigerung zu stellen. In der Kaserne wird er gegen seinen Willen zum Vertrauensmann gewählt, obwohl er nicht auffallen und sich eigentlich durch den Grundwehrdienst durchmogeln wollte.
Als er an seinem ersten dienstfreien Wochenende aus der Kaserne zu seinen Eltern fährt, muss er feststellen, dass sein Kinderzimmer von seinem Vater als Hobbyraum für Elektroarbeiten genutzt wird. Obwohl sich seine Eltern einig sind, dass sie ihren Sohn nicht aus der Wohnung haben wollen, entscheidet sich Frank für den Auszug und zieht zu seinem Schulfreund Martin Klapp, der eine Wohngemeinschaft mit zwei seiner Freunde aus der linksalternativen Szene im Ostertor-Viertel Bremens direkt neben dem Cinema im Ostertor am Ostertorsteinweg gegründet hat. Während der dienstfreien Wochenenden feiert er dort WG-Partys mit und zieht mit seinen Freunden um die Häuser. Dabei lernt er die Germanistikstudentin Sibille kennen, auf die auch sein Freund Martin ein Auge geworfen hat. Sibilles Mitbewohnerin Birgit ist an Lehmann interessiert. Der erste Versuch, mit Birgit zu schlafen, scheitert jedoch an übermäßigem Alkoholkonsum. Einige Zeit später nimmt sie ihn mit zu sich in ihr WG-Zimmer, wo Birgits Freund Horst im Bett auf sie wartet. Er sieht Birgit und Lehmann, die sich bereits größtenteils entkleidet haben, woraufhin eine Rangelei zwischen ihm und Lehmann entsteht. Birgits Mitbewohnerin Sibille tritt wegen des Lärms auf den Flur hinaus und erfährt auf diese Weise von dem Verhältnis.
Nachdem der Pionier Reinboth nach einem freien Wochenende nicht freiwillig in der Kaserne erschienen ist, wird er von den Feldjägern geholt. Bevor der Kompaniechef jedoch eine Disziplinarstrafe aussprechen kann, benötigt er eine Stellungnahme des Vertrauensmanns. Daraufhin spricht Lehmann mit seinem Kameraden Reinboth, der aber zu keiner Aussage bereit ist, so dass Lehmann lediglich Vermutungen über seine seelische Verfassung zusammenschreiben kann. Während die Untersuchungen noch anhalten, versucht Reinboth mit Schlafmitteln einen Suizid. Auf der Krankenstation des Stützpunktes wird er jedoch behandelt und überlebt.
Nach diesen Erfahrungen und einem Gespräch mit Sibille, in dem sie Lehmann auf die Möglichkeit eines nachträglichen Antrags auf Kriegsdienstverweigerung hinweist, entscheidet er sich dazu, einen solchen Antrag zu stellen. Nach einer mündlichen Anhörung vor einem dreiköpfigen Gremium wird Lehmann zurück zu seinem Zug geschickt, da seinem Antrag nicht stattgegeben worden ist (u. a. wegen seines blauen Auges, das er sich in der Rangelei mit Horst zuzog). Lehmann beschließt von seinem Recht, das Gelöbnis zu verweigern, Gebrauch zu machen. 
Lehmann und Sibille kommen einander näher und sie verbringen eine Nacht miteinander. Am nächsten Wochenende teilt Sibille dem in sie verliebten Lehmann mit, dass sie sich wieder mit ihrem früheren Freund treffe. Anschließend schmeißt ihn Martin aus der WG raus, da er rasend eifersüchtig ist. Lehmann quartiert daraufhin seinen vorbestraften Rockerkumpel Harry in der WG ein, um sich an Martin zu rächen.
Mit seinem Zug macht er sich am 5. November 1980 auf den Weg zum öffentlichen Gelöbnis im Weserstadion. Noch bevor die Rekruten das Stadion erreichen, kommt es zu Ausschreitungen mit militanten Demonstranten, die Feldwebel Tietz durch den Wurf eines Pflastersteins an der Stirn verletzen. Während sich ein Sanitäter um den Verletzten kümmert, entwendet Lehmann eine Packung Tabletten aus dem Koffer des Sanitäters. Auf den Stufen des Weserstadions schluckt er – inspiriert durch den Suizidversuchs seines Kameraden Reinboth – vier Pillen, um einen Suizidversuch vorzutäuschen und dadurch vorzeitig aus der Bundeswehr entlassen zu werden. Der Kompaniechef scheint Lehmanns Täuschung zwar zu durchschauen, stimmt jedoch dem Gesuch des Truppenarztes zu, Lehmann vorzeitig aus seinem Grundwehrdienst zu entlassen.
Daraufhin verlässt Lehmann die Kaserne und macht sich mit seinem Wagen auf den Weg nach Berlin, wo sein Bruder lebt.

## Hintergrund
Neue Vahr Süd wurde in Bremen an den Originalschauplätzen am Weserstadion und im Ostertorviertel gedreht. Weitere Drehorte befanden sich in Köln und Mechernich. Für die Dreharbeiten wurden im Bremer Ostertorviertel die Fassaden des Cinema im Ostertor sowie mehrerer Geschäfte und Imbissbuden vollständig umgebaut. Zudem verkehrten an der Sielwallkreuzung alte Straßenbahnen. Die Dreharbeiten begannen am 7. April 2010 und endeten am 17. Mai 2010. Die Uraufführung fand am 1. Oktober 2010 beim Filmfest Hamburg statt. Am 1. Dezember 2010 erfolgte die Fernseh-Erstausstrahlung im Hauptabendprogramm des Ersten. Die Free-TV-Premiere sahen 4,11 Millionen Zuschauer, was einem Marktanteil von 12,7 Prozent entsprach.
Die im Film gezeigte Randale beim öffentlichen Gelöbnis im Weserstadion fand tatsächlich statt, allerdings nicht am 5. November 1980, sondern bereits am 6. Mai 1980. Es gab damals 257 zum Teil lebensgefährlich verletzte Polizisten und Soldaten, 50 verletzte Demonstranten und erheblichen Sachschaden von ungefähr einer Million D-Mark. Geprägt war der Tag von dem Slogan „Der sechste Mai geht nicht vorbei!“, den Bremer Autonome danach mehr als zehn Jahre aufrechterhielten und häufig an Mauern sprühten.

## Filmmusik
Die gewählte Filmmusik wurde von Rainer Tittelbach außerordentlich gelobt: „Es ist der beste Fernsehfilm-Soundtrack der letzten Jahre, weil er nicht nur gute, sondern für die ‚Szene‘ die richtigen Songs ausgewählt hat“, dabei jedoch „nicht zum signalhaften Musikteppich verkommt“.
Im Abspann ist der Titel The Sound of Fear von den Eels zu hören, der bereits im Soundtrack von Herr Lehmann, der Verfilmung des Debütromans von Sven Regener, zu hören war. Weiterhin ist auffällig, dass für den Film, der im Jahr 1980 spielt, in erster Linie Musik aus den 1990er und 2000er Jahren ausgewählt wurde. Dazu zählen Titel wie I like birds von den Eels oder Yegelle Tezeta von Mulatu Astatke, welcher 2005 als eines der Hauptthemen in Broken Flowers Verwendung fand. Weiterhin sind jedoch auch Titel aus dem Ende der 1970er Jahre, also im Sinne der Handlung als zeitgenössische Musik anzusehende Titel, in dem Film zu hören, wie beispielsweise Jamming von Bob Marley. Darüber hinaus sind Musiktitel zu hören, „die bei Studenten wie Autonomen, bei Ex-Hippies wie Punkern gleichermaßen angesagt waren“, wie My Generation von Patti Smith, Mongoloid von Devo, Boys Don’t Cry von The Cure und Heroes von David Bowie. Zu den weiteren Titeln, die in die Filmmusik aufgenommen wurden, zählen The Jam mit Start, Iggy Pop mit Angel, Dengue Fever mit Ethanopium, The Clash mit Guns of Brixton, Linton Kwesi Johnson mit den Titeln Fite Dem Back und Cultural Dub sowie Brain, The Cure mit A Forest, Dejan Sparavalo, Dr. Nelle Karajlic und Vojslav Aralica mit Jekdi Tharin, Peter Tosh mit Legalize it, The Velvet Underground & Nico mit Femme Fatale, Devo mit (I Can’t Get No) Satisfaction sowie Abba mit I Do I Do I Do.

## Kritik
„Der Autor selbst erklärte einmal, das rund 600 Seiten starke Werk sei nicht verfilmbar. Die ARD hat es allen Zweifeln zum Trotz gewagt. […] Obwohl die Handlung auf 90-TV-Minuten komprimiert ist, ist die Literaturverfilmung überaus gelungen“, schreibt Die Welt. Rainer Tittelbach sieht dies ähnlich und urteilt: „Aus 585 Seiten Roman 90 Fernsehfilm-Minuten zu machen, […] ist bestens gelungen.“ Dabei lobt er insbesondere die Arbeit von Christian Zübert, Hermine Huntgeburth sowie Frederick Lau. Auch die Redaktion von Kino.de schließt sich dem Lob für Frederick Lau an, „[er] verleiht Frankie Lehmann das perfekt passende Gesicht“. Weiterhin urteilt sie: „Überhaupt kann man die Produktion zur wunderbaren Besetzung […] nur beglückwünschen. […] Ausstattung, Kostüme, die Musik sowieso, alles passt zusammen […].“ Sie resümiert: „Hermine Huntgeburths filmische Zeitreise ins Jahr 1980 bereitet viel Vergnügen und trifft den lakonischen Ton von Sven Regeners Vorlage perfekt.“
Martin Motzkau vom Stern sah einen guten Film und lobte neben der aufwendigen Kulisse insbesondere die jungen, eher unbekannten Darsteller, allen voran Albrecht Schuch. Zu demselben Urteil hinsichtlich der Leistung von Albrecht Schuch kam Sven Regener. Insgesamt gefiel Martin Motzkau die Adaption der Romanvorlage: „Der Drehbuchautor Christian Zübert hat den 600 Seiten schweren Wälzer geschickt gekürzt und an einigen Stellen verändert. Dadurch setzt sich der Film deutlich von dem Buch ab, was ihn aber nicht schlechter macht.“ Spiegel Online findet ebenfalls positive Worte für den Film, lastet ihm jedoch an, „dass die in der Buchvorlage eher zarten und brüchigen Ressentiments gegenüber bestimmten Typen hier zu Konsensklischees aufgeblasen werden“. Ebenso eckt nach Meinung der Redaktion die Auswahl der Filmmusik an, denn „als wiederkehrendes musikalisches Motiv hat man den äthiopischen Souljazzer Mulatu Astatke auf die Tonspur gepackt, was alle Musikconnaisseure erfreuen mag, aber kaum in die Stimmung passt“.

## Auszeichnungen und Festivals
Christian Zübert (Buch), Hermine Huntgeburth (Regie), Bettina Schmidt (Szenenbild) und Frederick Lau (Darstellung) wurde für Neue Vahr Süd der Grimme-Preis 2011 in der Kategorie Fiktion zugesprochen. Beim Bayerischen Fernsehpreis 2011 erhielten Hermine Huntgeburth für die Regie des Films und Frederick Lau als bester Hauptdarsteller Auszeichnungen. Zuvor war der Film für den Norddeutschen Filmpreis 2010 in der Kategorie Bester Fernsehfilm nominiert. Zudem lief er in den Wettbewerben um den TV Produzenten-Preis auf dem Filmfest Hamburg 2010 und um den Fernsehbiber beim Filmfest Biberach 2010. Beim Deutschen Comedypreis 2011 wurde der Film in der Kategorie Beste TV-Komödie ausgezeichnet. Eine besondere Erwähnung erhielt er im Rahmen des Wettbewerbs für fiktionale Fernsehfilme beim Prix Europa 2011.